# Porta Romana (medievale, Milano)
Porta Romana era una delle porte maggiori poste sul tracciato medievale delle mura di Milano. Sorgeva sulla Cerchia dei Navigli, in corrispondenza dell'attuale incrocio fra corso di Porta Romana e via Francesco Sforza, in sostituzione della precedente e più arretrata Porta Romana (romana), che sorgeva nell'attuale piazza Missori, da cui partiva un lungo porticato monumentale che arrivava fino alla Crocetta.

## Storia
La porta medievale era fortificata e annessa alla cosiddetta Rocchetta, una struttura difensiva dotata di una torre particolarmente elevata, realizzata utilizzando i resti dell'arco di trionfo romano presente nel quadriportico della porta precedente.
I lavori sarebbero stati condotti da Ariberto da Intimiano nel corso dell'XI secolo, in preparazione all'assedio di Corrado il Salico. La prima porta medievale, distrutta dal Barbarossa, che qui venne ferito da una freccia durante l'assedio, venne ripristinata successivamente nel XIII secolo.
Sul ponte che attraversava il Naviglio venne collocata nel 1729 da Benedetto XIII una statua di San Giovanni Nepomuceno (chiamata dai milanesi San Gioàn), in occasione della canonizzazione del santo, protettore di Boemia e di chi è a rischio di annegamento.
Le fortificazioni della Rocchetta vennero demolite prima del 1793. Alcuni fregi vennero portati ai Musei del Castello Sforzesco, dove sono tuttora conservati:
- Sant'Ambrogio caccia gli ariani dalla città
- Frate jacopo guida le truppe alleate verso Milano
- il ritorno dei milanesi in città dopo la demolizione di Milano operata nel 1162 dal Barbarossa.

L'opera è firmata da uno scultore Anselmo, che si vanta di essere Dedalus alter (un secondo Dedalo). 

Sant'Ambrogio caccia gli ariani dalla città, Frate jacopo guida le truppe alleate verso Milano, il ritorno dei milanesi in città dopo la distruzione di Milano. 

## Altre raffigurazioni

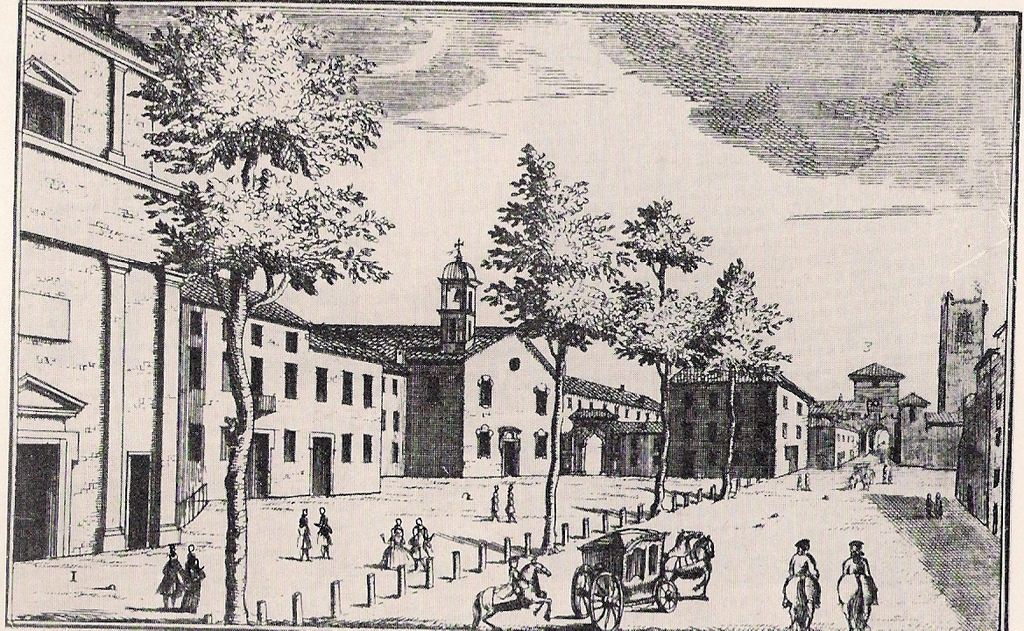
Corso di Porta Romana, incisione di Marc'Antonio Dal Re
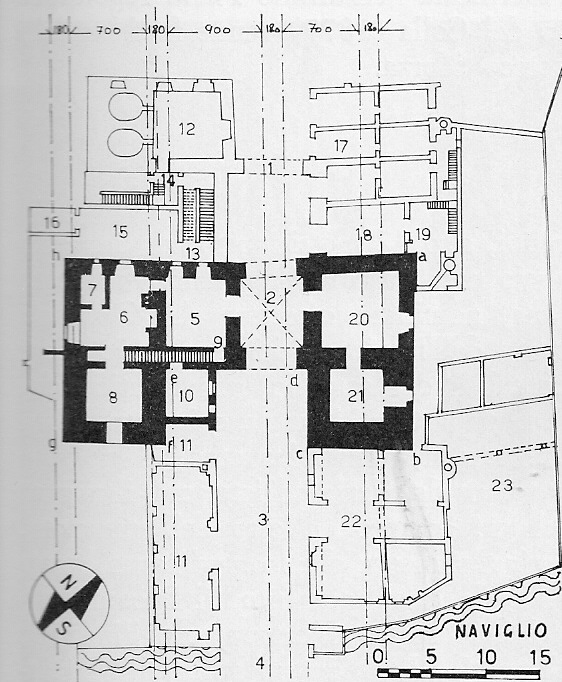
Planimetria della Porta e della Rocchetta
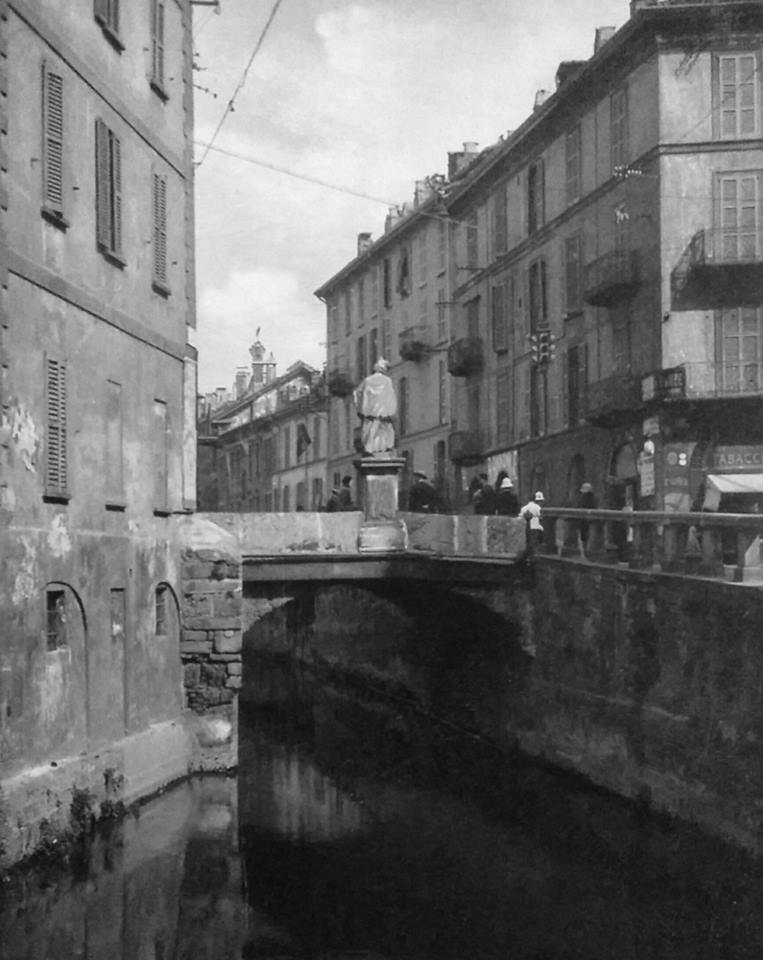
La Cerchia dei Navigli in via Santa Sofia e il ponte di corso di Porta Romana con la statua di San Giovanni Nepomuceno in un'immagine della fine degli anni venti del XX secolo